# TMF Australia

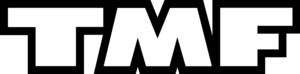

TMF Australië was de Australische variant op het oorspronkelijk Nederlandse muziektelevisiekanaal TMF. De Australische versie was de jongste van de TMF-familie, en begon in april 2007.
Op 1 november 2010 is TMF vervangen door MTV Hits.
De Australische versie richt zich volledig op een jonge doelgroep. TMF was in Australië alleen via betaaltelevisie van Foxtel en Austar te zien.

## Programma's
- Booty Beats
- Daily Downloads
- Eye Candy
- Fresh New Ones
- TMF Top 20 Download
- TMF X2
- Top 20 Theme:

-Top 20 Pop
-Top 20 Rock
-Top 20 Urban
- Ultimate Top 100